# لوسيل نيكسون
لوسيل نيكسون (بالإنجليزية: Lucille Nixon)‏ هي كاتِبة وشاعرة أمريكية، ولدت في 24 ديسمبر 1908، وتوفيت في 22 ديسمبر 1963.